# Leiarius
Leiarius (Леіаріус) — рід прісноводних риб родини Пласкоголові соми ряду сомоподібні. Має 4 види. Наукова назва походить від грецького слова leios — «гладенька».

## Опис
Загальна довжина представників цього роду коливається від 60 см до 1 м при максимальній вазі 12 кг. Голова велика, сплощена. Морда дещо витягнута. Очі доволі великі. Є 3 пари довгих вусів, з яких пара на верхній щелепі є найдовшою. Тулуб подовжений, масивний. Спинний плавець дуже великий, нагадує вітрила. Грудні плавці витягнуті, загострені на кінці. Черевні плавці невеличкі, широкі. Жировий плавець широкий або довгий. Анальний плавець доволі витягнутий, з короткою основою. Хвостовий плавець сильно розрізаний, з довгими лопатями, загостреними на кінці.
Забарвлення коричневе з темно-коричневими плямами або мармурове, іноді чорне. Черево значно світліше за спину й боки. Є види зі світлими поперечними смугами, що йдуть від спинного плавця. Вуси чорно-білі.

## Спосіб життя
Це демерсальні риби. Зустрічаються у великих річках, глибоких колодязях і озерах. Молоді та старі риби утворюють великі зграї. Вдень ховаються, лежачи в ущелинах скель або під затонулими деревами. На полювання випливають з укриття вночі, іноді на світанку. Є ненажерливими хижаками. Живляться великими безхребетними і рибою. Соми орієнтуються за допомогою вусів і ніколи не нападуть на здобич, яка їм не пролізе до рота.

## Розповсюдження
Мешкають у басейнах річок Амазонка, Оріноко і Ессекібо.

## Тримання в акваріумах
Потрібно ємність від 350 літрів. На дно насипають великий пісок темних тонів або дрібну гальку. З великих каменів споруджують печери або встановлюють їх так, щоб між ними міг протиснутися сом. Для більшої в акваріум поміщають корчі, що імітують затонулі стовбури дерев. Рослини не потрібні.
Утримувати сомів можна парою або поодинці. Уживаються з іншими великими пласкоголовими сомами. Також з метінісами, мілеусами, піраньями. За допомогою вусів соми можуть «запам'ятовувати» і «дізнаватися» сусідів по акваріуму або господаря. Особливо, якщо господар годує їх з рук або з пінцета. Торкаючись вусами до руки вони «запам'ятовують» її і з часом дають себе навіть погладити. У неволі їдять шматочки риби, креветок і м'ясо молюсків. Необхідно раз на тиждень сомам натщесерце давати ошпарений лист салату або невеликий шматочок банана. З технічних засобів знадобиться внутрішній фільтр середньої потужності для створення помірної течії, компресор. Температура тримання повинна становити 22-26 °C.

## Види
- Leiarius arekaima
- Leiarius longibarbis
- Leiarius marmoratus
- Leiarius pictus